# Вирубово (Одинцовський міський округ)
Вирубово (рос. Вырубово) — село у Одинцовському районі Московської області Російської Федерації

## Розташування
Село Акулово входить до складу міського поселення Одинцово, воно розташовано поруч із Мінським шосе. Найближчі населені пункти, Мамоново, Глазиніно, Переделкі, Губкіно. Найближча залізнична станція Одинцово.

## Населення
Станом на 2010 рік у селі проживало 194 людини.

## Відомі уродженці
У селі Вирубово народився відомий російський клоун Олег Попопов.